# Pierre Fabre (Apotheker)

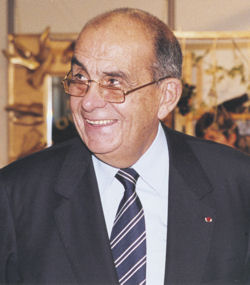
Pierre Fabre

Pierre Jacques Louis Fabre (* 16. April 1926 in Castres; † 20. Juli 2013 in Lavaur) war ein französischer Apotheker und Unternehmer, der mit Laboratoires Pierre Fabre eines der größten französischen Pharmaunternehmen gründete.
1998 stieg Pierre Fabre mit der Gründung der Holding Sud Communication in den Mediensektor ein, mit dem Erwerb von Castres Olympique stieg er 1989 in den Rugby-Sport ein. Im Jahr 2013 wurde sein berufliches Vermögen vom Magazin Challenges auf 1,2 Milliarden Euro geschätzt, womit er landesweit den 43. Platz belegte.

## Leben

### Karriere in der Pharmaindustrie
Nachdem Pierre Fabre in seiner Apotheke in Castres die Vorteile von Ruscus aculeatus (Stechender Mäusedorn, eine in der Region Castres häufig vorkommende Pflanze) untersucht hatte, gründete er 1962 sein Labor und brachte mit Cyclo 3 das erste natürliche Venentonikum auf den Markt. Durch die Übernahme der Laboratoires INAVA stärkte er seine Position im Bereich der Gesundheitsprodukte. Zwei Jahre später stieg er mit dem Erwerb der Laboratoires Klorane in den Bereich Kosmetik ein. Im Laufe der Zeit übernahm Pierre Fabre weitere Apothekenmarken, darunter 1969 Ducray und 1978 René Furterer. 1977 gründete er die Marke Galenic.
Pierre Fabre gründete Tochtergesellschaften in Spanien, Italien und Deutschland und stärkte damit seine Position im europäischen Markt. 2002 kaufte er das amerikanische Labor Genesis Pharmaceuticals und 2006 das auf Onkologie und Kosmetik spezialisierte brasilianische Unternehmen Darrow Laboratorios.
Fabre beschäftigte etwa 10.000 Personen, davon 4.000 in Frankreich. Die meisten Fabriken befanden sich dabei im Département Tarn und in den Midi-Pyrénées. Seit den 1970ern besitzt er eine Quelle in Avène. Der Ort ist heute ein anerkannter Kurort. Außerdem besaß Fabre ein Immunologie-Zentrum in Saint-Julien-en-Genevois.
2008 regelte er seine Nachfolge, indem er 71 % des Kapitals seiner Unternehmen einer gemeinnützigen Stiftung, der Fondation Pierre Fabre anvertraute. Er blieb jedoch weiterhin in der Firma aktiv und verfolgte die Aktivitäten des Unternehmens.
Fabre war Präsident der Laboratoires Pierre Fabre und der Fondation Pierre Fabre. 2012 gehörten ihm 29 % des Kapitals der Laboratoires Pierre Fabre und 15 % der Laboratoires Boiron.
2009 erhielt er das Großkreuz der Ehrenlegion.

### Tod und Beisetzung
Pierre Fabre war seit 1988 Präsident der Castres Olympique (CO) und starb im Juli 2013 in seinem Haus in Lavaur – einen Monat, nachdem sein Verein Meister wurde.
Fabres Beerdigung fand in der Kathedrale Saint Benoît de Castres statt. Neben seiner Familie waren mit dem ehemaligen Gesundheitsminister Philippe Douste-Blazy, dem Präsidenten von CO und Vorsitzenden der Fabre-Gruppe, Pierre-Yves Revol, Bernadette Chirac, der Ehefrau des früheren Staatspräsidenten Jacques Chirac, Pascal Bugis, dem Bürgermeister von Castres und dem Rugbyspieler Thomas Castaignède prominente Persönlichkeiten anwesend. Am Place Jean Jaurès, an dem Pierre Fabre Anfang der 1960er Jahre eine Apotheke hatte, wurde ein Bildschirm installiert, an dem die Bevölkerung die Beerdigung verfolgen konnte. Die Geschäfte in der Innenstadt von Castres hatten währenddessen geschlossen und an Fabres früherer Apotheke wurden Bilder aufgestellt, die den Verstorbenen zeigten.
Pierre Fabre liegt im Familiengewölbe des Friedhofs Saint Roch in Castres.

### Beteiligungen
Pierre Fabre war Eigentümer des 1998 gegründeten Presse- und Verlagunternehmens Sud Communication. Die von Pierre-Yves Révol, dem stellvertretenden CEO von Laboratoires Pierre Fabre, geleitete Holding hält 15 % des Kapitals der Gruppe Midi Libre und 6 % von La Dépêche du Midi. Zu den weiteren Beteiligungen des Unternehmens zählen Valeurs actuelles, Le Spectacle du Monde, L’Éveil de la Haute-Loire, La Gazette de la Loire, Tarn Infos, La Ruche und Le Réveil du Vivarais.
1999 gründete er die als gemeinnützig anerkannte Fondation Pierre-Fabre, deren Ziel es ist, Entwicklungsländern den Zugang zu hochwertigen Arzneimitteln und zu einer Grundversorgung zu ermöglichen.
2001 erwarb Sud Communication überraschend die Pariser Bildagentur Sipa Press. 2011 wurde sie an die deutsche dapd Nachrichtenagentur weiterverkauft.

### Sport
Pierre Fabre war seit 1988 Eigentümer des Rugby-Clubs Castres Olympique. Die Mannschaft gewann bis zu Fabres Tod zweimal den Bouclier de Brennus.
1993 gewann Castres im Parc des Princes in einem durch Schiedsrichterfehler gekennzeichneten Finale gegen den FC Grenoble mit 14 zu 11 und wurde damit zum insgesamt dritten Mal französischer Meister. 2013 schlug die Mannschaft im Stade de France in Saint-Denis den amtierenden Europameister RC Toulon mit 19 zu 14 und gewann damit zum insgesamt vierten Mal den Bouclier de Brennus.
Auch 2018, fünf Jahre nach Fabres Tod, investierte die Fabre-Gruppe in Castres Olympique, das mit dem Finalsieg von 29 zu 13 gegen Montpellier Hérault Rugby zum insgesamt fünften Mal den Bouclier de Brennus gewann.
Die Association Sportive Pierre Fabre der Laboratoires Pierre Fabre umfasst mehr als 15 Sportabteilungen.